# Михалёво (Березниковский сельсовет, Вологодский район)
Михалёво — деревня в Вологодском районе Вологодской области.
Входит в состав Новленского сельского поселения (с 1 января 2006 года по 8 апреля 2009 года входила в Березниковское сельское поселение), с точки зрения административно-территориального деления — в Березниковский сельсовет.
Расстояние до районного центра Вологды по автодороге — 96 км, до центра муниципального образования Новленского по прямой — 25 км. Ближайшие населённые пункты — Шаврово, Лебзино, Тютрюмово.
По переписи 2002 года население — 6 человек.